# Stromboding-Wasserfall
Der Stromboding-Wasserfall (auch Strumboding) liegt im Oberlauf des Steyrflusses im Stodertal (Gemeinde Hinterstoder, Oberösterreich).

## Allgemeines und Geschichte

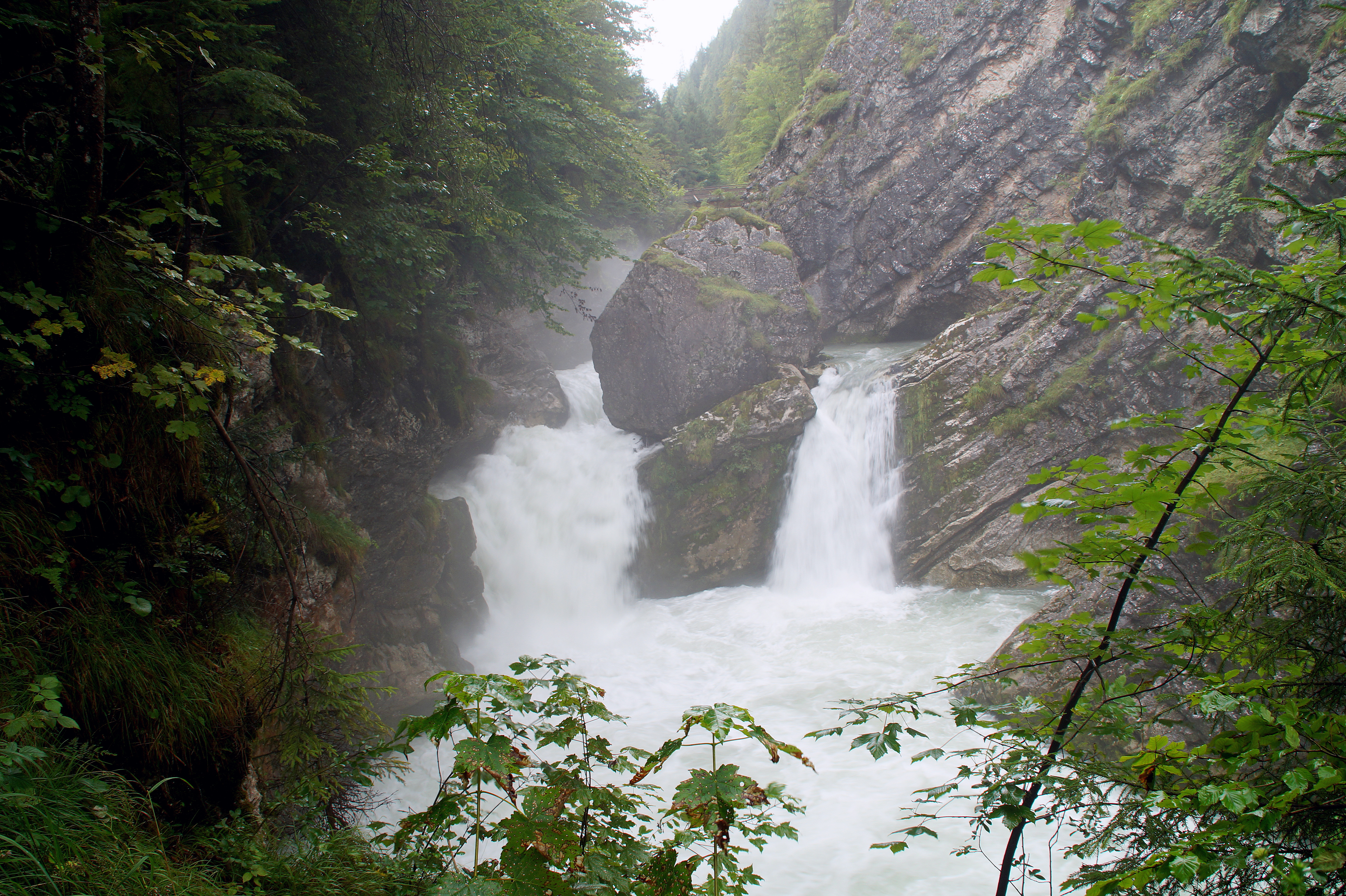
Wasserfall mit zwei Armen bei hohem Wasserstand

Der elf Meter hohe Stromboding-Wasserfall (etwa drei Kilometer vom Ortszentrum Hinterstoders entfernt) stürzt in den Stromboding, einen epigenetischen Durchbruch der Steyr zwischen Steyrsberg und Kleinem Priel. Bei Niederwasser besteht er nur aus einem (dem rechten, östlichen) Arm, bei Hochwasser hat er zwei Arme.
Der Wasserfall, der ein gefährliches Hindernis für die Trift auf der Steyr war, ist schon lange als Sehenswürdigkeit bekannt. Anton Johann Groß schreibt in seinem Handbuch für Reisende durch die österreichische Monarchie (2. Auflage 1834):

„Dieser Wasserfall ist zwar nicht ausgezeichnet durch seine Höhe, aber er hat das Eigenthümliche, daß man einen Strom in einen Kessel stürzen und wie darin verschwinden sieht, bis die Wogen schäumend wieder hervortauchen aus der Tiefe.“

Alexander Julius Schindler (Pseudonym: Julius von der Traun) beschreibt ihn 1848 in Oberösterreich. Ein Skizzenbuch:

„Unter uns brüllte der Strom, seine Wassermasse in einem ungetheilten Strahle viele Klaftern tief niederschleudernd. Ringsum hat er die Felsen glatt ausgewaschen, daß sie wie röthlicher Marmor glänzen. Da ist kein loser Stein, kein Erdtheilchen, kein Pflänzchen, alles Wogenzorn. Hier fliegt kein Vogel, hier trinkt kein Hirsch, die Wellen recken wüthend ihre weißen Arme empor und können keine Beute ergreifen, und dennoch führt hart an dieser Stätte der Gefahr einige unserer Mitbrüder ihr Berufsweg täglich vorüber.“

## Sport
Der Stromboding-Wasserfall kann bei Niederwasser befahren werden. Der Schwierigkeitsgrad für Kajakfahrer liegt dann bei WW 4+, bei Hochwasser steigt er bis über WW 6.